# 37.º Batallón de Infantería de la Luftwaffe
El 37.º Batallón de Infantería de la Luftwaffe (37. Infanterie-Bataillon der Luftwaffe) fue una unidad de la Luftwaffe durante la Segunda Guerra Mundial.

## Historia
Fue formado en diciembre de 1944 con 4 compañías (posiblemente unidad de emergencia del 37.º Batallón Antiaéreo de Reemplazo en Breslau). Entró en acción en Bratislava y en la de retaguardia del VIII Ejército. Fue disuelto en 1945.